# Petrez Williams
Petrez Williams (Saint Paul Capisterre, 18 giugno 2000) è un calciatore nevisiano, terzino sinistro del St. Paul's Utd e della nazionale nevisiana.

## Statistiche

### Cronologia presenze e reti in nazionale
| Cronologia completa delle presenze e delle reti in nazionale ― Saint Kitts e Nevis | Cronologia completa delle presenze e delle reti in nazionale ― Saint Kitts e Nevis | Cronologia completa delle presenze e delle reti in nazionale ― Saint Kitts e Nevis | Cronologia completa delle presenze e delle reti in nazionale ― Saint Kitts e Nevis | Cronologia completa delle presenze e delle reti in nazionale ― Saint Kitts e Nevis | Cronologia completa delle presenze e delle reti in nazionale ― Saint Kitts e Nevis | Cronologia completa delle presenze e delle reti in nazionale ― Saint Kitts e Nevis | Cronologia completa delle presenze e delle reti in nazionale ― Saint Kitts e Nevis |
| Data                                                                               | Città                                                                              | In casa                                                                            | Risultato                                                                          | Ospiti                                                                             | Competizione                                                                       | Reti                                                                               | Note                                                                               |
| ---------------------------------------------------------------------------------- | ---------------------------------------------------------------------------------- | ---------------------------------------------------------------------------------- | ---------------------------------------------------------------------------------- | ---------------------------------------------------------------------------------- | ---------------------------------------------------------------------------------- | ---------------------------------------------------------------------------------- | ---------------------------------------------------------------------------------- |
| 17-8-2017                                                                          | Mumbai                                                                             | Saint Kitts e Nevis                                                                | 1 – 1                                                                              | Mauritius                                                                          | Amichevole                                                                         | -                                                                                  | 46’                                                                                |
| 3-12-2017                                                                          | Basseterre                                                                         | Saint Kitts e Nevis                                                                | 1 – 3                                                                              | Grenada                                                                            | Amichevole                                                                         | -                                                                                  | 86’                                                                                |
| 25-3-2018                                                                          | Santiago de los Caballeros                                                         | Rep. Dominicana                                                                    | 2 – 1                                                                              | Saint Kitts e Nevis                                                                | Amichevole                                                                         | -                                                                                  | 81’                                                                                |
| 6-9-2019                                                                           | Saint George's                                                                     | Grenada                                                                            | 2 – 1                                                                              | Saint Kitts e Nevis                                                                | CONCACAF Nations League B 2019-2020                                                | -                                                                                  | 46’                                                                                |
| 17-11-2019                                                                         | Remire-Montjoly                                                                    | Guyana francese                                                                    | 3 – 1                                                                              | Saint Kitts e Nevis                                                                | CONCACAF Nations League B 2019-2020                                                | -                                                                                  |                                                                                    |
| Totale                                                                             |                                                                                    | Presenze                                                                           | 5                                                                                  |                                                                                    | Reti                                                                               | 0                                                                                  |                                                                                    |